# Soffitto di cristallo
Il soffitto di cristallo, o soffitto di vetro, (dall'espressione inglese glass ceiling), è una metafora che si usa per indicare una situazione in cui l'avanzamento di carriera di una persona in una organizzazione lavorativa o sociale, o il raggiungimento della parità di diritti, viene impedito per discriminazioni e barriere di prevalente origine razziale o sessuale, che si frappongono come ostacoli di natura sociale, culturale, psicologica apparentemente invisibili anche se insormontabili.
Nel tempo il termine si è usato anche per indicare ostacoli all'avanzamento imposti a categorie sociali come disabili, anziani e minoranze razziali o sessuali.

## Storia
L'espressione fu coniata nel 1978 da Marilyn Loden in un'intervista e poi usata nel marzo 1984 da Gay Bryant, fondatrice ed ex-direttrice della rivista Working Woman, allora in procinto di assumere la direzione di Family Circle, in un'intervista nella quale dichiarava: 
(Gay Bryant in un'intervista del 1984)
In un articolo ampiamente citato del Wall Street Journal del marzo 1986 l'espressione è stata utilizzato nel titolo dell'articolo: "The Glass Ceiling: Why Women Can't Seem to Break The Invisible Barrier That Blocks Them From the Top Jobs" (Il soffitto di cristallo: perché le donne sembrano non rompere la barriera invisibile che impedisce loro di raggiungere le cariche più alte). Nell'articolo, scritto da Carol Hymowitz e Timothy D. Schellhardt, il soffitto di cristallo è descritto come "qualcosa che non avrebbe potuto essere trovato in qualsiasi manuale aziendale o addirittura discusso in una riunione di lavoro, ma che era stato originariamente introdotto come un fenomeno invisibile, segreto, non detto, e che esisteva per mantenere le posizioni di leadership di livello esecutivo nelle mani dei maschi caucasici".
Con la diffusione della nuova espressione emersero differenti opinioni ed idee al riguardo. Alcuni sostenevano che il soffitto di cristallo fosse più un mito che una realtà, perché le donne avevano scelto di rimanere a casa e avevano mostrato meno dedizione per l'avanzamento di carriera. In uno studio del 1991 condotto dal Dipartimento del Lavoro statunitense per indagare sul basso numero di donne e delle minoranze in posizioni dirigenziali, il soffitto di cristallo fu definito come l'effetto di "quelle barriere artificiali a base di pregiudizi attitudinali o organizzativi che impediscono a persone qualificate di avanzare verso l'alto verso posizioni di livello manageriale della loro organizzazione".
Nello stesso anno il Congresso degli Stati Uniti d'America istituì una Commissione sul Glass Ceiling per studiare le "barriere al progresso delle minoranze e delle donne all'interno delle gerarchie aziendali" che condusse ampie ricerche tra cui indagini, audizioni pubbliche e interviste, e pubblicò i suoi risultati in un rapporto del 1995 intitolato "Good for Business".  Il rapporto fornisce 12 raccomandazioni su come migliorare l'ambiente di lavoro, aumentando la diversità nell'organizzazione e riducendo la discriminazione attraverso le politiche.
Secondo la lista Fortune 500, nel periodo 2012-2014 è cresciuto il numero delle donne amministratrici delegate, ma ironicamente il tasso di partecipazione alla forza lavoro delle donne è diminuita dal 52,4% al 49,6% tra il 1995 e il 2015 a livello globale. Sebbene alcuni paesi come l'Australia abbiano aumentato la partecipazione alla forza lavoro delle donne di oltre il 27% dal 1978, tuttavia nel 2014, solo il 19,2% dei posti dell'indice S&P 500 erano ricoperti dalle donne, di cui oltre l'80% da donne bianche.

## Analisi
La metafora è stata coniata dal movimento femminista in riferimento alle barriere al raggiungimento delle carriere di alto livello per le donne.
La Commissione Federale Statunitense sul soffitto di cristallo (United States Federal Glass Ceiling Commission) lo definisce "l'invisibile ma invalicabile barriera che impedisce alle minoranze e alle donne di salire ai gradini superiori della scala aziendale, indipendentemente dalle loro qualifiche o dai loro risultati".

## IlGlass-Ceiling Index
Nel 2013, in occasione dell'8 marzo, il settimanale The Economist ha creato il Glass-Ceiling Index, un indicatore del soffitto di cristallo in 29 paesi, aggiornato annualmente elaborando dati provenienti da organizzazioni quali la Commissione europea, l'Organizzazione per la cooperazione e lo sviluppo economico e l'Organizzazione internazionale del lavoro in materia di istruzione superiore,  partecipazione alla forza lavoro, retribuzioni, costi per l'accudimento dei bambini, diritti di maternità e paternità e presenza in posti di lavoro di alto livello.
Secondo l'indice del 2016 i paesi con la disuguaglianza minore sono stati, in ordine di maggior uguaglianza, Islanda, Norvegia, Svezia, Finlandia e Ungheria. Gli studi dimostrano che nei paesi in cui i neo-padri usufruiscono del congedo parentale, le madri tendono a reinserirsi nel mercato del lavoro, l'occupazione femminile è più alta e c'è un minore divario di reddito tra uomini e donne.
L'indice del 2019 vede nelle prime cinque posizioni rispettivamente Svezia, Norvegia, Islanda, Finlandia e Francia. I dati indicano che dopo decenni di miglioramenti, negli ultimi anni il divario delle donne sul posto di lavoro resta stabile, con una differenza retributiva media per le donne che lavorano a tempo pieno di circa il 14% in meno degli uomini.

## Scogliera di cristallo
Per analogia con il termine "soffitto di cristallo", nel 2004 i professori britannici Michelle K. Ryan e Alexander Haslam dell'Università di Exeter, hanno coniato il termine "scogliera di cristallo" (en. Glass Cliff). Con questo termine si indica quella situazione in cui il ruolo di "leader" viene più facilmente assegnato a una donna nei momenti di grave crisi, quando ogni scelta comporta elevati rischi di fallimento e impopolarità. Secondo alcuni, le aziende riconoscono alle donne la capacità di una comunicazione empatica, che comunica ai membri dell'azienda il messaggio che "sono tutti sulla stessa barca". Terminato il periodo di crisi, gli errori commessi dalle dirigenti donne giustificano il loro licenziamento e sostituzione con colleghi uomini, percepiti come più competenti.